# テレフタル酸-1,2-ジオキシゲナーゼ
テレフタル酸-1,2-ジオキシゲナーゼ（terephthalate 1,2-dioxygenase）は、次の化学反応を触媒する酸化還元酵素である。
テレフタル酸 + NADH + H+ + O2 {\displaystyle \rightleftharpoons } (1R,6S)-ジヒドロキシシクロヘキサ-2,4-ジエン-1,4-ジカルボン酸 + NAD+
反応式の通り、この酵素の基質はテレフタル酸とNADHとH+とO2、生成物は(1R,6S)-ジヒドロキシシクロヘキサ-2,4-ジエン-1,4-ジカルボン酸とNAD+である。
組織名はbenzene-1,4-dicarboxylate,NADH:oxygen oxidoreductase (1,2-hydroxylating)で別名にbenzene-1,4-dicarboxylate 1,2-dioxygenase、1,4-dicarboxybenzoate 1,2-dioxygenaseがある。